# Ирисы (ширма)
«Ирисы»  (яп. 紙本金地著色燕子花図) — роспись по шестистворчатой ширме японского художника Огаты Корина, находится в собрании музея Нэдзу в Токио. Входит в список Национальных сокровищ Японии. На ширме изображены японские ирисы (Iris laevigata) в воде. Предположительно, работа создавалась в 1701—05 годы, в период культуры Гэнроку.
Спустя несколько лет Огата Корин создал похожую ширму «Ирисы у Яцухаси», в настоящее время она находится в собрании Метрополитен-музея в Нью-Йорке.
Обе ширмы были созданы по мотивам сюжета из Исэ-моногатари. В свою очередь, сами ширмы (точнее, их репродукции), вероятно, послужили источником вдохновения для картины Винсента Ван Гога Ирисы.

## Информация о ширме

Винсент Ван Гог, «Ирисы», 1889

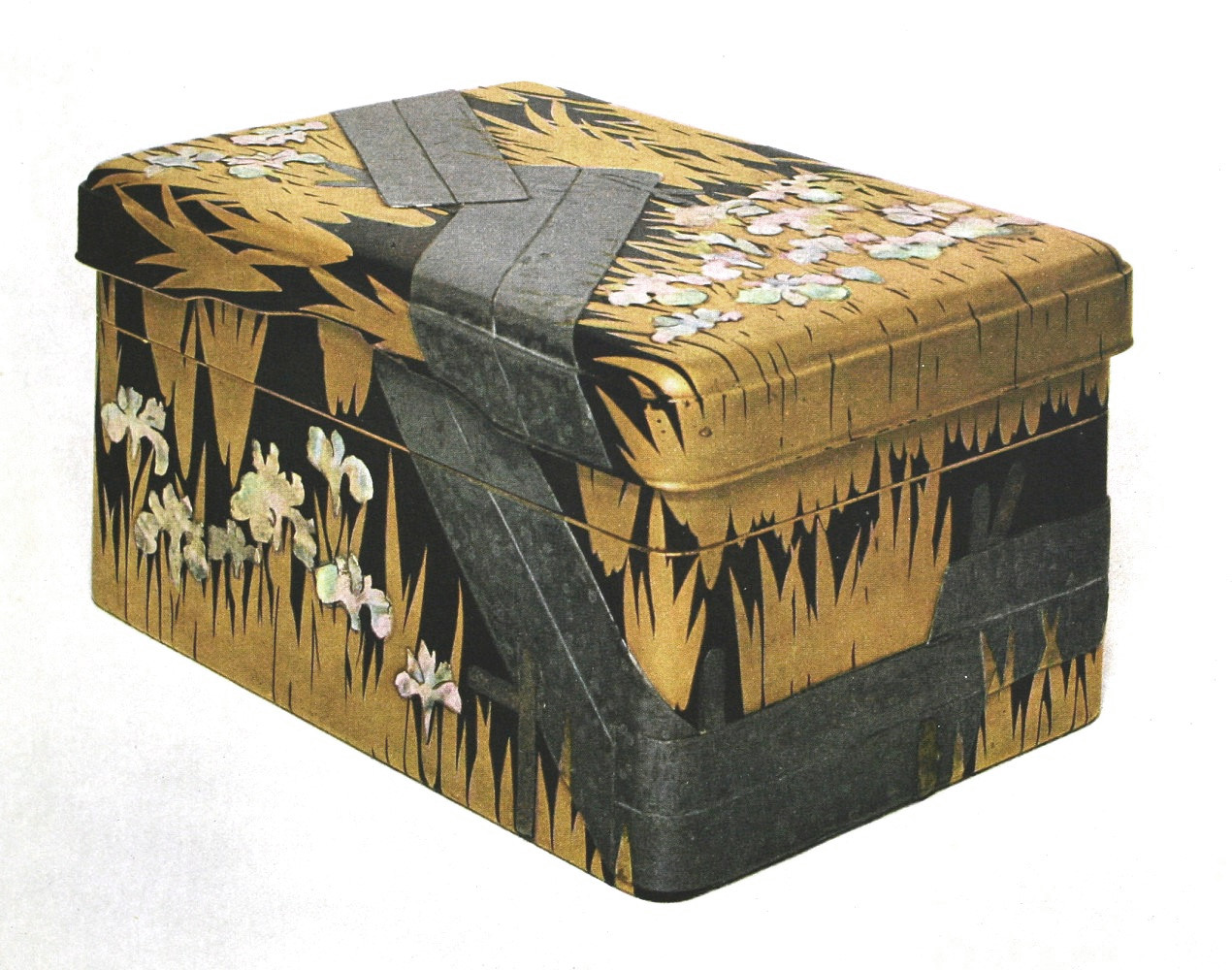
Судзури-бако по мотивам росписи ширмы Ирисы у Яцухаси

Расписные ширмы стали одними из первых работ Огаты Корина после получения им звания хоккё (яп. 法橋 мост Дхармы) — третьего по значимости ранга, присваиваемого буддистским художникам. На ширме изображены цветущие синие японские ирисы, создающие ритмически повторяющийся мотив вдоль обеих частей ширмы. Схожесть в изображении некоторых цветов может говорить о том, что для работы использовался трафарет. Работа стала типичным произведением новой художественной школы Римпа, основанной самим Огатой Корином. Предположительно, ширма была создана по заказу клана Нидзё, а затем передана в дар храму Ниси Хонган-дзи в Киото.
Для создания работы Огата Корин использует весьма ограниченную цветовую палитру — синий цвет для цветов, зелёный для листьев и стеблей и золотой для фона. Для работы использовались чернила, краски, а также листы позолоты вокруг цветов для создания эффекта сияния и воды на фоне. Синяя краска создана из порошка растолчённого азурита 群青 (яп.  гундзё).

## Ирисы у Яцухаси
Спустя 5—12 лет (точная дата неизвестна) после завершения работы над «Ирисами» Огата Корин создал похожую шестистворчатую ширму под названием «Ирисы у Яцухаси» (яп. 八橋図屏風). Эта работа с 1953 года находится в собрании Метрополитен-музея.
«Ирисы у Яцухаси» также были созданы с помощью чернил, краски и позолоченной бумаги.
В отличие от работы-предшественника помимо цветов на изображении появляется изогнутый мост — весьма явная отсылка к произведению Исэ-моногатари, по мотивам которого создавались обе ширмы.

Ирисы у Яцухаси
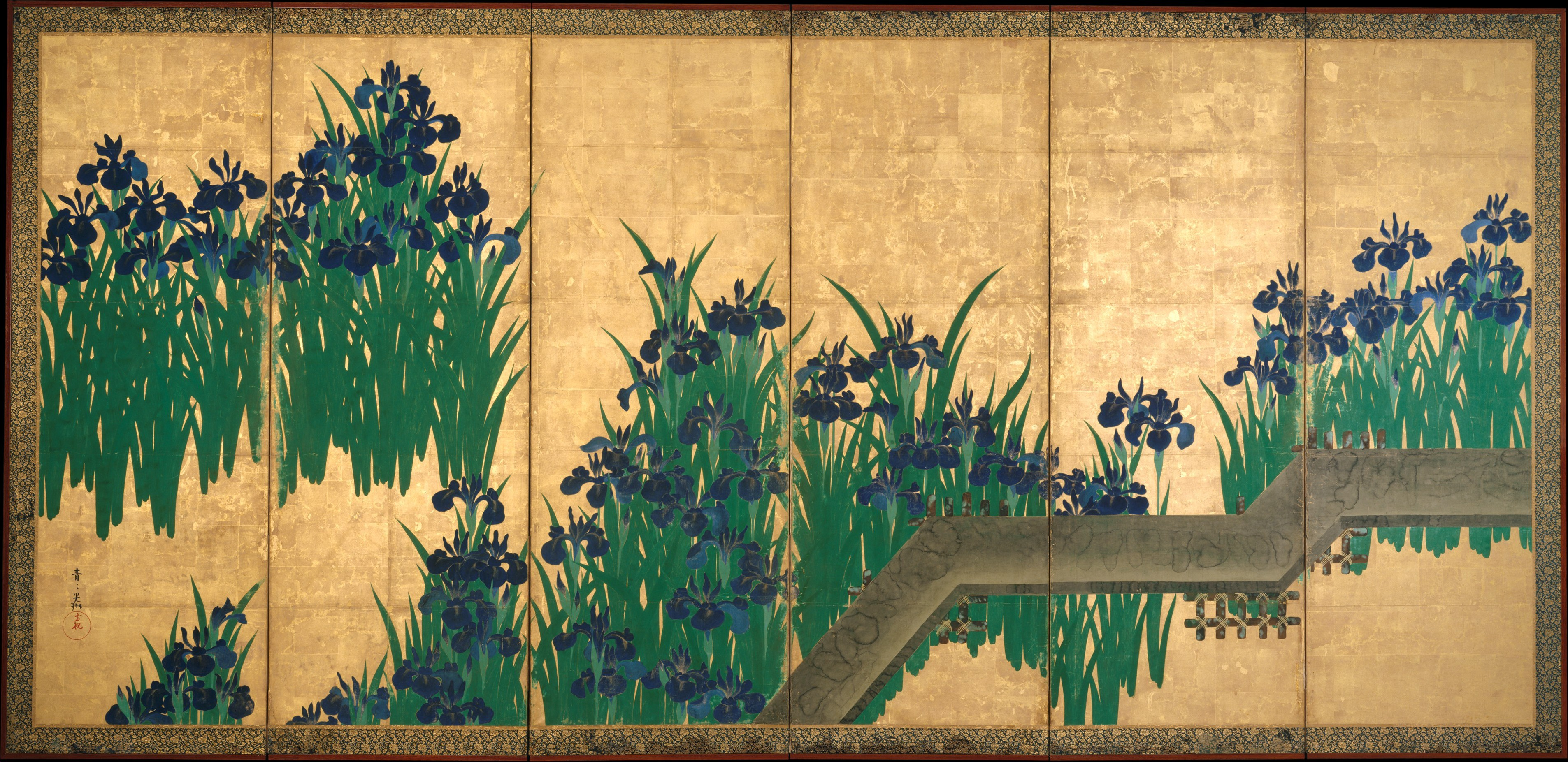
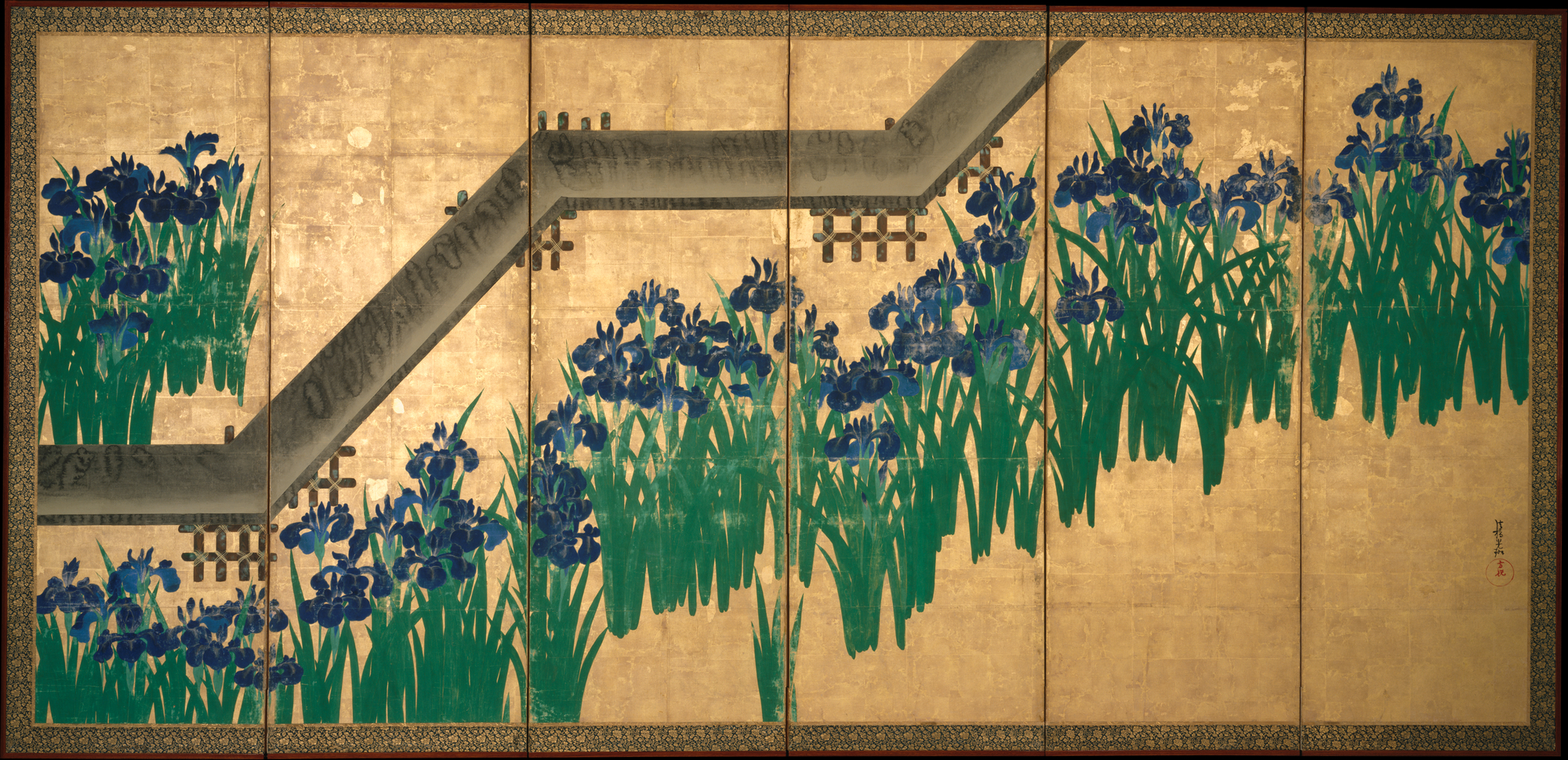

## Сюжет
Обе ширмы были созданы по сюжету из произведения Исэ-моногатари (яп. 伊勢物語), где безымянный протагонист, предположительно, поэт Аривара-но Нарихира, видит ирисы у деревенского моста и, вдохновляясь увиденным, сочиняет романтическое стихотворение в форме акростиха, где каждая строка начинается на слог названия растения (ка-ки-цу-ха-(ба)-та — японский ирис Iris laevigata,  (яп. カキツバタ).